# هیبیکی یوشیزاکی
هیبیکی یوشیزاکی (انگلیسی: Hibiki Yoshizaki؛ زادهٔ ۱۰ مارس ۱۹۸۰) کارگردان فیلم، پویانما، و تهیه‌کننده تلویزیونی اهل ژاپن است.